# Nabuur-volgeling
De nabuur-volgeling (Noctua interposita) is een nachtvlinder uit de familie van de uilen. De vlinder heeft een spanwijdte van 39 tot 45 millimeter.
Het verspreidingsgebied beslaat Europa. In Nederland en België is de soort waargenomen.